# شيخ علي ميرزا
شيخ علي ميرزا (بالفارسية: شیخعلی میرزا) (ق. 1795 – ق. 1847) الملقب شيخ الملوك هو أمير في الدولة القاجارية تولى الحكم في مدينتي ملاير وتويسركان من ق. 1809 إلى سنة 1835. يعود أصله إلى السلالة القاجارية من جهة والده فتح علي شاه وإلى السلالة الزندية من جهة والدته مريم بيگم.